# Pórcia (satélite)
Pórcia é um satélite natural de Urano. Foi descoberto com imagens tiradas pela sonda Voyager 2 em 3 de janeiro de 1986, e recebeu a designação provisória S/1986 U 1. Essa lua foi nomeada a partir de Pórcia, a heroína da obra de William Shakespeare The Merchant of Venice. Ela também designada como Urano XII.
Pórcia nomeia um grupo de satélite conhecido como grupo Pórcia, que também inclui Bianca, Créssida, Desdémona, Julieta, Rosalinda, Cupido, Belinda e Perdita. Esses satélites têm órbitas e propriedades fotométricas similares.
Pouco se sabe em relação a Pórcia além de seu tamanho de cerca de 140 km, órbita, e albedo geométrico de cerca de 0,08.
Nas imagens da Voyager 2, Pórcia aparece como um objeto alongado cujo eixo maior aponta em direção a Urano. A taxa de eixos de Pórcia é de 0,8 ± 0,1. Sua superfície tem cor cinza. Observações com o Telescópio Espacial Hubble acharam características de absorção de gelo de água no espectro de Pórcia.